# Cromobergia
Cromobergia là một chi bướm đêm thuộc họ Erebidae.